# Điền Hằng
Điền Hằng (chữ Hán: 田恒, ?-468 TCN), hay Điền Thường (田常), tức Điền Thành tử (田成子), là vị tông chủ thứ 8 của họ Điền, thế gia của nước Tề thời Xuân Thu trong lịch sử Trung Quốc, đồng thời là tổ tiên của các vị vua Điền Tề sau này.

## Sự nghiệp
Điền Hằng là con của Điền Khất, tức Điền Hi tử, vị tông chủ thứ 7 của họ Điền. Năm 484 TCN, Điền Khất chết, Điền Hằng thế tập.
Đời cha Điền Hằng là Điền Khất đã bắt đầu nắm trọng quyền nước Tề. Sau khi Tề Cảnh công mất, Điền Khất giết Tề An Nhũ tử để lập Tề Điệu công, quyền chính nước Tề khi đó nằm trong tay năm họ Điền và họ Bão (họ Cao và Quốc bị Điền Khất đuổi). Năm 485 TCN, Điền Hằng hợp mưu với họ Bão giết Tề Điệu công, lập Tề Giản công lên ngôi. Tề Giản công nhớ ơn Hám Chỉ theo giúp ông khi lưu vong ở nước Lỗ, bèn cho Hám Chỉ vào triều nắm trọng trách, cùng Điền Hằng làm tả hữu tướng. Điều đó khiến Điền Hằng không bằng lòng, mưu trừ họ Hám để nắm toàn quyền. Năm 481 TCN, Điền Hằng cùng các anh em mang quân đến cung vua. Hám Chỉ mang quân tới đánh, bị Điền Hằng đánh bại, phải chạy sang Phong Khâu. Người Phong Khâu giết chết Hám Chỉ.
Tề Giản công chạy đến Từ châu thì bị quân Điền Hằng đuổi bắt được và bị giết chết tại Từ châu. Điền Hằng lập em Giản công là Khương Ngao lên nối ngôi, tức là Tề Bình công. Từ đó toàn bộ quyền lực nước Tề rơi vào tay họ Điền. Điền Hằng nắm hết chính sự, tự cắt đất Tề từ An Bình về phía đông làm ấp riêng.
Điền Hằng thu phục dân tâm, muốn cho họ Điền cường thịnh, bèn mở cửa tiếp tân khách, không cấm khách vào hậu viện.
Năm 468 TCN, Điền Hằng mất. Ông có hơn 70 người con. Con trưởng là Điền Bàn kế tập, tức Điền Tương tử.